# Теогонія
«Теого́нія» (грец. Θεογονία, Theogonía, МФА: [tʰeoɡoníaː] «походження, родовід богів») — давньогрецька поема Гесіода, присвячена походженню і родоводу грецьких богів. Написана давньогрецькою мовою близько 700 року до н. е. Має характер божественного одкровення, яке сповістили Гесіоду геліконські музи. Базовий текст для вивчення грецької міфології. Один із найвідоміших творів європейської та світової літератури. Перекладена багатьма мовами; український переклад здійснив Іван Франко в 1913 році. Теогонією також називаються міфи про походження й родовід будь-яких язичницьких богів.

## Структура
Поділ на глави в грецькому оригіналі відсутній. Структура твору подана за логічними частинами, які вказав Франко:
- І. Заспів
- II. Музи
- III. Найстарші боги та їх потомство
- IV. Уран, Гея і Кронос
- V. Плем'я ночі
- VI. Плем'я моря
- VII. Плем'я Океана
- VIII. Плем'я неба
- IX. Плем'я Кроноса
- X. Зевс і Прометей
- XI. Війна гігантів
- XII. Кінці світу
- XIII. Тіфей і його сини
- XIV. Зевесове потомство
- XV. Плем'я півбогів

## Зміст
За Гесіодом (поема «Теогонія»), спочатку існував тільки вічний безмежний Хаос, із якого виникли безсмертні боги й увесь світ. З Хаосу походить і богиня Гея — Земля. Під Землею виник похмурий Тартар. З Хаосу народився Ерос (Кохання). Почав творитися світ. Безмежний Хаос породив вічний Морок (Ереб) і темну Ніч (Нікс). Від Ночі й Мороку постали ясний Ефір та осяйний день (Гемера). Від могутньої життєдайної Землі народився Уран (Небо). Уран запанував у світі й одружився з Геєю. Від цього шлюбу народилися шість синів і шість дочок — могутніх, грізних титанів. Титан Океан і богиня Тетія породили всі ріки та морських богинь — океанід. Титан Гіперіон і Тейя дали світові Сонце (Геліоса), Місяць (Селену) і рум’яну ранкову Зорю (Еос). Від Астрея й Еос походять усі зірки й вітри. Крім титанів, Гея породила однооких кіклопів і трьох п’ятдесятиголових велетнів — сторуких гекатонхейрів. Уран зненавидів своїх дітей-титанів, замкнув у надрах Землі («лоні» Геї) й не дозволив їм виходити на світ. Гея закликала титанів повстати проти Урана, але вони боялися. Тільки наймолодший з них Кронос відняв у батька владу. Ніч народила на покару Кроносові цілий сонм божеств: Танатоса (Смерть), Ериду (Розбрат), Апату (Оману), кер (знищення), Гіпноса (Сон), Немесіду, що карала за злочини й ін. Щоб уникнути долі батька, Кронос наказав своїй дружині Реї приносити йому народжуваних дітей і ковтав їх. Він проковтнув Гестію, Деметру, Геру, Аїда й Посейдона. Реї пощастило врятувати тільки Зевса, замість якого вона дала проковтнути Кроносові камінь, загорнутий у пелюшку, а Зевса відправила зростати на острів Крит. Згодом Зевс, урятувавши з Кроносового черева своїх братів та сестер, став найвищим божеством і царем богів та людей. Коли олімпійці вперше зустрілися з людьми, син титана Япета Прометей допоміг поділити приносини поміж богами та людьми і хитрістю допильнував, щоб люди отримали всю їстівну частину, а боги — решту. Через це розлютований Зевс позбавив людей вогню та вони не мали його доти, доки Прометей не викрав для них вогонь з небес, за що зазнав тяжкої кари.
Зевс оточений іншими богами: тут і його дружина Гера, і могутня й мудра Афіна — його дочка, і золотоволосий Аполлон із своєю сестрою Артемідою, і чарівлива Афродіта. Ори охороняють вхід на Олімп, біля трону Зевса — богиня миру Ейрена. Поруч Зевса стоїть охоронниця законів Феміда. На Олімпі перебуває й Зевсова дочка Діке, яка пильнує правосуддя. Хоч Зевс посилає людям щастя і лихо, проте долю людей визначають невблаганні мойри; в їхніх руках навіть доля самого Зевса. Окремі елементи теогонії, як свідчать новітні археологічні дослідження, — східного походження.

## Переклади
- Hesiod. Theogony. transl. by Hugh G. Evelyn-White. 1914.
- Гесіод і його твори. Теогонія (Походження богів) // Франко Іван. Зібрання творів: У 50 т. Т. 8. Київ, 1977. С. 314-342.
- Гесіод. Походження богів. Роботи і дні. Щит Геракла. Київ: Апріорі, 2018. 136 с.